# Église Saint-Michel de Gumpoldskirchen
L'église paroissiale de Gumpoldskirchen (en allemand : Pfarrkirche Gumpoldskirchen) est une église paroissiale catholique située dans la commune de Gumpoldskirchen, en Basse-Autriche. Dédiée à saint Michel, elle est rattachée au doyenné de Mödling et au vicariat unter dem Wienerwald de l'archidiocèse de Vienne. Elle est protégée au titre des monuments historiques.

## Situation
L'église surplombe la commune marchande depuis la Kirchenplatz avec le château teutonique (de).

## Histoire
Le projet de construction de cette église est lancé en 1200 ; il s'agit au départ d'une église-fille de l'église-mère de Traiskirchen (de), qui dépend de l'abbaye de Melk. Un curé de l'église est mentionné dans un document écrit en 1216. En 1214, l'église est sous le patronat de l'ordre Teutonique.

## Architecture et aménagement
Cet édifice gothique à nef unique date de la seconde moitié du XIVe siècle. Il possède une tour. Sa grande nef (de) et son chœur sont de même largeur et de même hauteur.

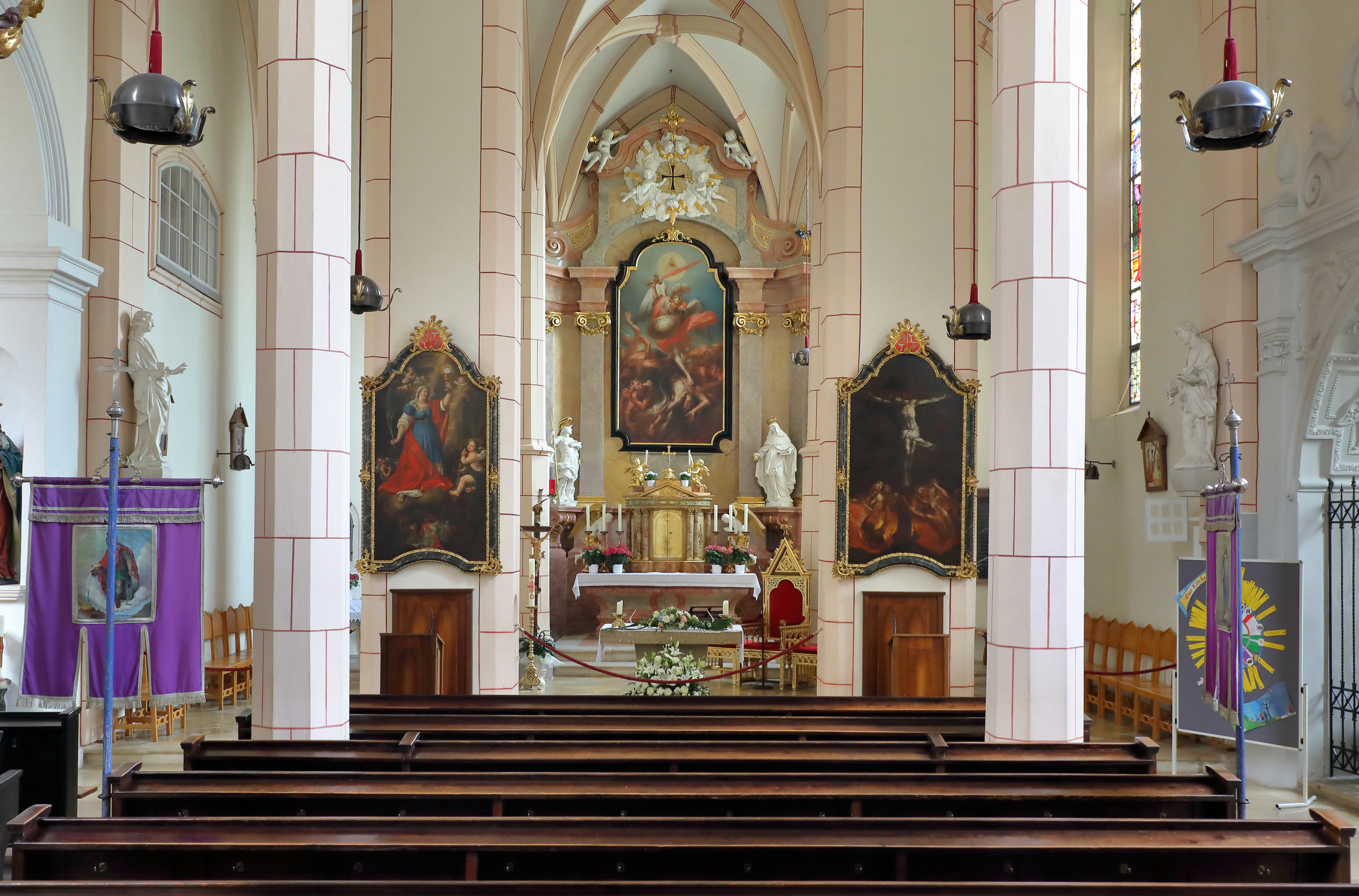
Vue intérieure de l'église paroissiale

L'église possède notamment un maître autel de style gothique tardif, des autels secondaires et une chaire de style rococo. Elle est pourvue en son sud d'une chapelle latérale et en son nord d'une sacristie à deux étages, qui est restaurée vers 1597 puis complétée d'une chapelle secondaire vers 1730. La tour de l'église est construite en blocs de pierre de taille brute sur un plan carré vers 1400. Elle est ornée d'écoinçons de toit obliques. Son clocher orthogonal est pourvu d'abat-sons en arcs brisés et est complété d'une flèche vers 1870. Le tympan de la grande porte, construit au XVe siècle, comporte la peinture Christus mit Jüngern von Emmaus (« Le Christ avec les disciples d'Emmaüs », voir Lc 24,13-35), réalisée par Franz Bilko (de) en 1945–46. L'orgue, conçu par Helmut Allgäuer en 1989, est protégé par un buffet de style classique fabriqué par Josef Loyp (de) et daté de 1837.